# Гацько Ганна Володимирівна
Ганна Володимирівна Гацько (упродовж 2014—2019 виступала під прізвищем — Гацько-Федусова; нар. 3 жовтня 1990) — українська легкоатлетка, яка спеціалізується в метанні списа.
На національних змаганнях представляє Запорізьку область.
Починаючи з 2016, тренується під керівництвом В'ячеслава Римка. До цього 15 років тренувалась у Сергія Шурхала.

## Спортивні досягнення
Рекордсменка України з метання списа (67,29; 2014).
Учасниця змагань на двох Олімпіадах (2012, 2016) та чотирьох чемпіонатах світу (2013, 2015, 2017, 2019), на кожному з яких не змогла подолати кваліфікаційний раунд змагань.
Фіналістка (10-е місце) чемпіонату Європи (2016).
2-е місце у змаганнях з метання списа на командному чемпіонаті Європи (2014).
Переможниця Кубку Європи з метань в особистому заліку (2011).
Дворазова бронзова призерка Кубків Європи з метань у командному заліку (2017, 2018).
Чемпіонка Європейських ігор у командному заліку (2019).
Фіналістка (5-е місце) чемпіонату Європи серед молоді (2011).
Фіналістка (10-е місце) чемпіонату Європи серед юніорів (2009).
Багаторазова чемпіонка та призерка чемпіонатів України.

## Визнання
- Орден княгині Ольги III ступеня (2019) — за досягнення високих спортивних результатів на XXX Всесвітній літній Універсіаді у м. Неаполі (Італійська Республіка), виявлені самовідданість та волю до перемоги, піднесення міжнародного авторитету України [5].